# Gare de Räntämäki
La gare de Räntämäki (finnois : Räntämäen rautatieasema) est une gare ferroviaire fermée de la ligne de Turku à Toijala finlandaise. Elle est située dans le quartier de Kärsämäki à Turku en Finlande.
C'est un arrêt lors de sa création en 1897, il devient une gare en 1939 et elle est fermée en 1987. Les deux bâtiments de 1939 sont toujours présents sur le site.

## Situation ferroviaire
La gare fermée de Räntämäki est située au point kilométrique (pk) 6,9 de la ligne de Turku à Toijala, entre les haltes fermées de Alfa et Saramäki, la gare ouverte la plus proche est la gare principale de Turku.

## Histoire
À Kärsämäki il n'y a ni arrêt ni gare lors de l'ouverture à l'exploitation de la ligne de Turku à Toijala en 1878. Un arrêt pour les voyageurs est ouvert en 1897.
L'usine de confiserie Hellas demande dans les années 1920 que l'arrêt soit transformé en gare. L'arrêt est renommé Räntämäki en mai 1934. C'est en 1939 que l'arrêt devient une gare de classe V avec la construction, sous la direction des services du chemin de fer, d'un petit bâtiment en bois comportant les espaces pour le fonctionnement du service et l'appartement du chef de gare. Un petit bâtiment annexe est construit cette même année.
La gare a eu son apogée dans les années 1940. Les principales marchandises sortantes étaient les confiseries, la farine et les produits de l'industrie textile. En 1947, environ 1 000 billets y sont vendus.
En 1963 la vente des billets est de 120 par mois. Au printemps 1974 la gare est desservie par trois trains par semaine, dans chaque direction  La gare est fermée le 1er novembre 1987.

## Patrimoine ferroviaire
L'ancien bâtiment, en bois, et une dépendance de la gare sont en cours de vente par la ville de Turku à un particulier en 2007. Il est précisé que les bâtiments sont vendus en mauvais états du fait de leur âge et ayant subi un incendie en 2006. Il est alors précisé que les bâtiments conçus par Ungern ou Thure Hellström ont une valeur culturelle et historique, dans le cadre de l'histoire industrielle et culturelle de la région, ce qui nécessite qu'ils soient restaurés en préservant l'aspect d'origine des toitures et des façades.
En 2009, les deux bâtiments en bon état sont compris dans une propriété privée. En 2020, la propriété semble fermée et à l'abandon.